# بادریاش-آکتائو
بادریاش-آکتائو (انگلیسی: Badryash-Aktau) یک شهرک در شهرستان یانائولسکی استان باشقیرستان کشور روسیه است.